# كوكاي
كوكاي (空海)، وعرف بعد وفاته بوصفه Kōbō-Daishi (弘法大師 The Grand Master Who Propagated the Buddhist Teaching)، 774–835، هو راهب وموظف مدني وباحث وشاعر وفنان ياباني، وهو مؤسس مدرسة شين جون أو «كلمة الحق» وهي مدرسة من مدارس البوذية يشير أتباع مدرسة شين جون إليه بألقاب شرفية هي O-Daishi-sama (お大師様) وHenjō-Kongō (遍照金剛).
واشتهر كوكاي بوصفه خطاط (انظر الخط الياباني) ومهندس. ومن بين العديد من الإنجازات المنسوبة إليه هو اختراع الكانا، وهو مقطع يضم أحرفًا صينية (كانجي) تكتب بها اللغة اليابانية، وهو ادعاء لم يحمله أحد في دوائر الباحثين محمل الجد، على الرغم من شيوعه بين العامة. وأيضًا وفقًا للتقاليد، فإن قصيدة أيروها، والتي تستخدم كل مقطع كانا صوتي لمرة واحدة وهي واحدة من أشهر القصائد في اليابانية تُنسب إليه، ولكن مرة أخرى، فإن ذلك هو الاعتقاد السائد وليس هناك ما يؤكده. كتاباته الدينية، وهي بضعة وخمسون عملاً، تفسر مذهب شين جون الخاص بـ البوذية التانترية. وقد تمت ترجمة أعماله الكبرى إلى الإنجليزية عن طريق يوشيتو هاكيدا (انظر المراجع أدناه).